# Château du Déaux
Le château du Déaux est situé à Mogneneins, en France.

## Localisation
Le château est situé dans la plaine de la Saône, dans le département de l'Ain sur le territoire de la commune de Mogneneins, en région Auvergne-Rhône-Alpes.

## Description
Le château actuel a conservé une tour carrée en briques du XIVe siècle ou XVe siècle avec une meurtrière à la base ouest et une belle porte Renaissance sous un arc surbaissé. Accolé à cette tour, un vaste bâtiment du XVIe siècle avec fenêtres à encadrements de pierre moulurés est actuellement en ruines.

## Historique
L'origine du château semble remonter au XIVe siècle : en 1362, Hugues ou Hugonin Prévost de Montmerle achète des terres et près au prince de Beaujeu[réf. souhaitée].